# Sonkád, Szabolcs-Szatmár-Bereg
Sonkád  este un sat în districtul Fehérgyarmat, județul Szabolcs-Szatmár-Bereg, Ungaria, având o populație de 733 de locuitori (2011). 

## Demografie
Componența etnică a satului Sonkád
     Maghiari (85,42%)
     Romi (9,98%)
     Germani (1,58%)
     Necunoscut (1,74%)
     Alții (1,27%)
Componența confesională a satului Sonkád
     Reformați (53,21%)
     Romano-catolici (7,91%)
     Fără religie (7,64%)
     Luterani (2,05%)
     Necunoscută (29,2%)
Conform recensământului din 2011, satul Sonkád avea 733 de locuitori. Din punct de vedere etnic, majoritatea locuitorilor (85,42%) erau maghiari, existând și minorități de romi (9,98%) și germani (1,58%). Apartenența etnică nu este cunoscută în cazul a 1,74% din locuitori.  Din punct de vedere confesional, majoritatea locuitorilor (53,21%) erau reformați, existând și minorități de romano-catolici (7,91%), persoane fără religie (7,64%) și luterani (2,05%). Pentru 29,2% din locuitori nu este cunoscută apartenența confesională.